# Хеклер и Кох МП5
Heckler & Koch MP5 (од немачког Maschinenpistole 5 - „машински пиштољ модел 5") је аутомат, којег су 1960-их развили стручњаци немачке фирме Хеклер и Кох .
MP5 је тренутно један од најраспрострањенијих аутомата у свету. Током 1990-их, Хеклер и Кох је развио Heckler & Koch UMP, који је требало да буде наследник MP5, мада се оба оружја и даље производе.

## Историја
Почетком шездесетих година прошлог века, руководство „Хеклера и Коха“, охрабрено успехом јуришне пушке G3 је започело развој линије лаког наоружања коју су чинила четири типа оружја заснована на конструкцији и механизму G3, од којих је први користио муницију 7,62 x 51mm NATO, други 7,62x39mm, трећи 5,56x45mm NATO, а четврти - 9 x 19mm. MP5 је створен у оквиру последње групе и у почетку је носио ознаку HK54.
Рад на MP5 почео је 1964 и непуне две године након тога усвојили су га немачка Савезна полиција, Савезна гранична служба и специјалне јединице немачке војске.
MP5 се по лиценци производи у неколико држава, укључујући Грчку, Иран, Пакистан, Саудијску Арабију, Судан, Турску и Уједињено Краљевство.

## Детаљи конструкције
Одлична балансираност и ергономска решења чине овај аутомат лаким за маневрисање и леворуким и десноруким стрелцима, па је скоро 
непревазиђен кад је у питању блиска борба. Лако се расклапа и одржава.
Цев пушке је израђена методом хладног ковања и заварена је за сандук. Унутрашњост је хромирана и ожлебљена. Жлебови обезбеђују корак увијања у размери од 1: 10 (корак увијања показује колико пута се зрно ротира док не изађе из цеви).
Овај аутомат пуца из забрављеног затварача, што омогућава велику прецизност и контролу паљбе. Принцип брављења помоћу ваљка
држи затварач забрављеним све док зрно не напусти цев.
Нишан је диоптерски, састоји се од предњег и задњег и оба су кружног облика, што у великој мери олакшава нишањење и убрзава пренос паљбе са циља на циљ.
Отвор за избацивање чаура налази се са десне стране сандука, храњење долази из одвојивог, закривљеног оквира капацитета 30 метака (постоји и краћи, капацитета 15 метака). Полуга за избацивање оквира налази се одмах иза њега, са доње стране сандука.
Режим рада мења се променом положаја регулатора, који је обостран и смештен изнад рукохвата. Постоје јединачни, рафални, два или три везано и закочени принцип рада. Режими рада су означени или словима, или пиктограмима.
Стандардни модел је ХК МП5А2, са фиксним кундаком израђеним од квалитетног полимера. Уграђивање шина на горњи део сандука, са стране или испод цеви, омогућава монтирање покретне тактичке опреме.
Производи се у калибрима 9 x 19 mm, 10 mm ауто и .40 S&W. Затварач одложеног дејства је заснован на провереној конструкцији са ваљцима каква се могла видети код пушкомитраљеза МГ42, односно јуришне пушке СтГ 45.

## Корисници
Ово оружје се користи у полицијским и војним јединицама широм света, претежно јединицама за специјалне намене. Међу корисницима налазе се и припадници Војске Републике Србије, односно припадници специјалних јединица МУП - а, као и Интервентна јединица Полиције и Интервентна јединица 92.